# Otto Carl Köcher
Otto Carl Albrecht Köcher (1884 – 27 de dezembro de 1945) foi um advogado e embaixador da Alemanha Nazi na Suíça de 1937 a 1945, assim como no Liechtenstein. Ele deixou o cargo a 30 de abril de 1945 e foi preso no dia 31 de julho de 1945 pelas forças americanas. Detido num campo de prisioneiros em Ludwigsburg, Köcher cometeu suicídio a 27 de dezembro de 1945.